# Yeray Álvarez
Yeray Álvarez (Barakaldo, 1995. január 24. –) spanyol korosztályos válogatott labdarúgó, az Athletic Bilbao hátvédje.

## Pályafutása
Álvarez a spanyolországi Barakaldo városában született. Az ifjúsági pályafutását a Barakaldo és a Danok Bat csapatában kezdte, majd az Athletic Bilbao akadémiájánál folytatta.
2013-ban mutatkozott be a Baskonia felnőtt keretében. 2014-ben a Bilbao Athletichez igazolt. 2016. július 1-jén szerződést kötött az első osztályban szereplő Athletic Bilbao együttesével. 2016. szeptember 18-ai, Valencia ellen 2–1-re megnyert mérkőzés 70. percében, Eneko Bóveda cseréjeként lépett pályára. Első gólját 2021. január 25-én, a Getafe ellen hazai pályán 5–1-es győzelemmel zárult találkozón szerezte meg.

## Statisztikák
2023. február 26. szerint
| Klub            | Szezon   | Osztály  | Bajnokság | Bajnokság | Kupa és Ligakupa | Kupa és Ligakupa | Nemzetközi | Nemzetközi | Összesen | Összesen |
| Klub            | Szezon   | Osztály  | Meccs     | Gól       | Meccs            | Gól              | Meccs      | Gól        | Meccs    | Gól      |
| --------------- | -------- | -------- | --------- | --------- | ---------------- | ---------------- | ---------- | ---------- | -------- | -------- |
| Athletic Bilbao | 2016–17  | La Liga  | 26        | 0         | 1                | 0                | 8          | 0          | 35       | 0        |
| Athletic Bilbao | 2017–18  | La Liga  | 8         | 0         | 0                | 0                | 4          | 0          | 12       | 0        |
| Athletic Bilbao | 2018–19  | La Liga  | 30        | 0         | 2                | 0                | —          | —          | 32       | 0        |
| Athletic Bilbao | 2019–20  | La Liga  | 32        | 0         | 6                | 0                | —          | —          | 38       | 0        |
| Athletic Bilbao | 2020–21  | La Liga  | 23        | 1         | 6                | 0                | —          | —          | 29       | 1        |
| Athletic Bilbao | 2021–22  | La Liga  | 22        | 0         | 4                | 0                | —          | —          | 26       | 0        |
| Athletic Bilbao | 2022–23  | La Liga  | 20        | 1         | 6                | 1                | —          | —          | 26       | 2        |
| Összesen        | Összesen | Összesen | 161       | 2         | 25               | 1                | 12         | 0          | 198      | 3        |

## Sikerei, díjai
Athletic Club
- Copa del Rey
  - Döntős (2): 2019–20, 2020–21

- Spanyol Szuperkupa
  - Győztes (1): 2020
  - Döntős (1): 2021